# Kamalnagar
Kamalnagar là một thị trấn thuộc huyện Bidar, phía Nam bang Karnataka, Ấn Độ.